# Hohenkörben (Ksp. Nordhorn)

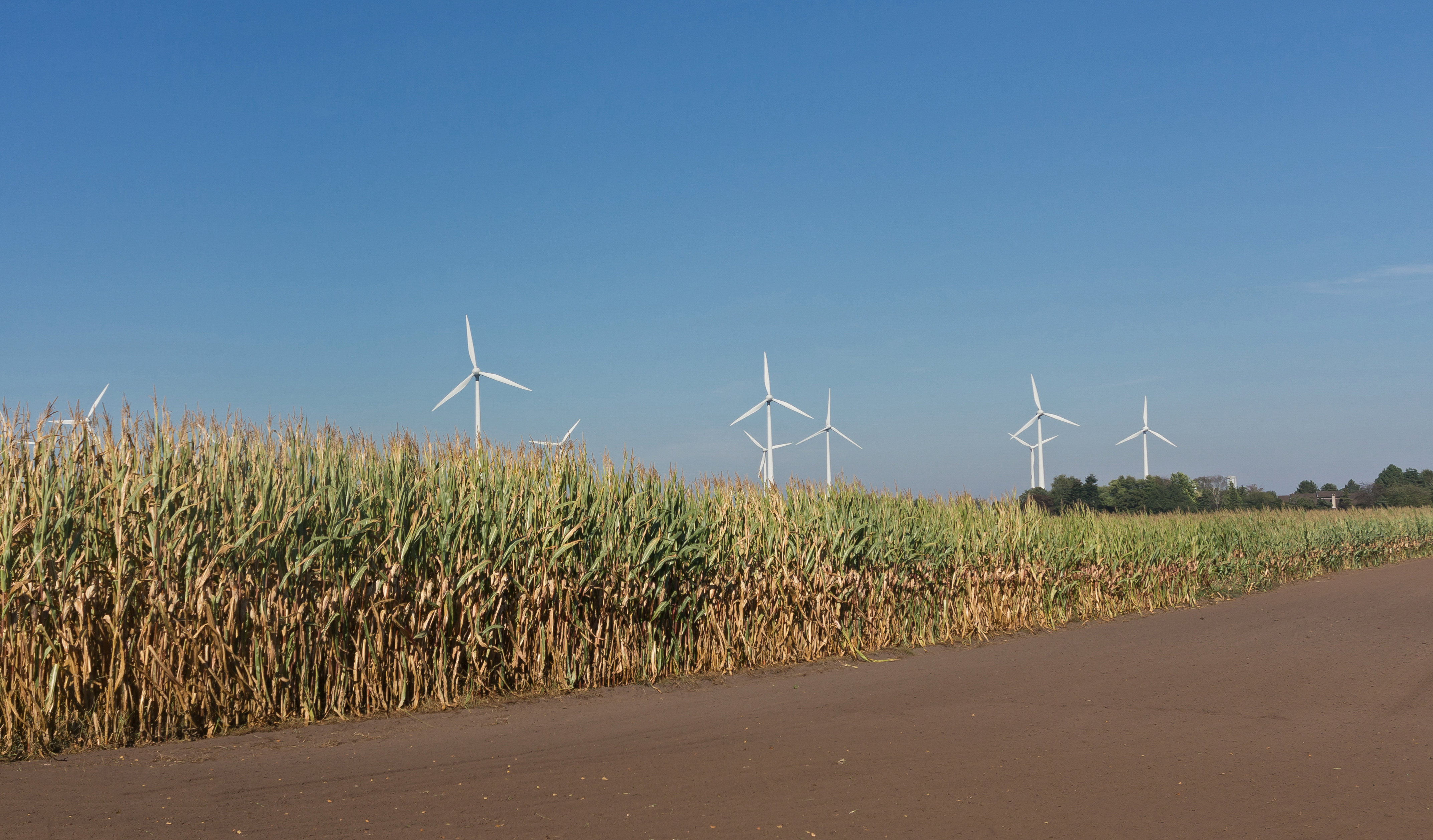
Zwischen Höhenkorben und Nordhorn, Panorama mit Windkrafträdern an der Schievinkstraße

Hohenkörben (Kirchspiel Nordhorn) ist eine Bauerschaft und ehemalige Gemeinde im Landkreis Grafschaft Bentheim in Niedersachsen. Der Ort gehört politisch zur Stadt Nordhorn. Nördlich angrenzend liegt die Bauerschaft und ehemalige Gemeinde Hohenkörben (Kirchspiel Veldhausen), die zur Gemeinde Osterwald gehört.

## Geografie

### Lage
Hohenkörben liegt im südwestlichen Niedersachsen, etwa 7 Kilometer von der niederländischen und 30 km von der nordrhein-westfälischen Grenze entfernt. Die nächstgelegene Ortschaft ist Wietmarschen (4 km östlich), die nächsten Städte sind Nordhorn (9 km südöstlich) und Neuenhaus (9 km nordwestlich).

### Nachbarorte
Hohenkörben grenzt im Norden an Hohenkörben (Kirchspiel Veldhausen), im Osten an Wietmarschen und Klausheide, im Süden an Bookholt und im Westen an Bimolten.

## Geschichte

### 20. Jahrhundert
Am 1. März 1974 wurde Hohenkörben in die Kreisstadt Nordhorn eingegliedert.

## Wirtschaft und Infrastruktur

### Verkehr

#### Straßenverkehr
Durch Hohenkörben führt die Kreisstraße 17, die Nordhorn und Alte Piccardie miteinander verbinden und die weiter als K 5 nach Georgsdorf führt. Über die L 45 im Norden von Hohenkörben gelangt man nach Wietmarschen und Lohne und in Gegenrichtung nach Veldhausen und weiter als L 44 nach Neuenhaus. Die Anschlussstelle Wietmarschen der A 31 (Richtung Emden) liegt etwa 10 km, die Anschlussstelle Lingen (Richtung Bottrop bzw. Hannover via A 30) 12 km und die Anschlussstelle Nordhorn/Bad Bentheim der A 30 (Richtung Amsterdam) etwa 21 km entfernt.

#### Öffentlicher Nahverkehr
In Hohenkörben besteht eine regelmäßige Rufbusanbindung der Verkehrsgemeinschaft Grafschaft Bentheim (VGB) nach Georgsdorf, wo es einen Anschluss an die Regionalbuslinie 700 in Richtung Nordhorn und Twist (Emsland) gibt, sowie nach Veldhausen, wo ein Anschluss an die Regionalbuslinie 20 in Richtung Hoogstede sowie Neuenhaus existiert. In Neuenhaus bestehen Anschlüsse an die Bahnlinie RB 56 in Richtung Nordhorn und Bad Bentheim sowie an die Regionalbuslinie 30 in Richtung Nordhorn. Die nächsten Personenbahnhöfe befinden sich im jeweils ca. 10 km entfernten Neuenhaus sowie Nordhorn.

#### Luftverkehr
Im etwa 13 km entfernten Klausheide befindet sich der gleichnamige Verkehrslandeplatz. Hier können Motorflugzeuge bis maximal 10 t Gesamtgewicht und Segelflugzeuge starten und landen. Nächster internationaler Flughafen ist der Flughafen Münster/Osnabrück in Greven.

### Medien
Regionale Tageszeitung in Hohenkörben sind die Grafschafter Nachrichten.